# Породообразующие минералы
Породообразующие минералы — минералы, входящие в качестве постоянных существенных компонентов в состав горных пород.
Наибольшее значение имеют силикаты (75 % массы земной коры). Для каждой группы пород — магматических, метаморфических и осадочных — характерны свои ассоциации породообразующих минералов.
Для верхней мантии породообразующие минералы: оливин, плагиоклаз, шпинель, гранаты, пироксены, амфиболы, полиморфы кварца.
Наиболее распространённые минералы земной коры (каждой генетической группе пород свойственны свои породообразующие минералы):
- для магматических пород характерны: кварц, полевые шпаты, слюды и др.
- для осадочных пород характерны: кальцит, доломит, глинистые минералы и др.
- для метаморфических пород характерны: кварц, полевые шпаты, хлориты, пироксены, амфиболы, гранат, слюды и др.

| Минерал               | Содержание об. % |
| --------------------- | ---------------- |
| Плагиоклаз            | 42               |
| Калиевый полевой шпат | 22               |
| Кварц                 | 18               |
| Амфиболы              | 5                |
| Пироксены             | 4                |
| Биотит                | 4                |
| Магнетит, Ильменит    | 2                |
| Оливин                | 1,5              |
| Апатит                | 0,5              |

Средневзвешенный состав земной коры — андезитовый. Основные минералы коры: полевой шпат, кварц, слюды, кальцит, амфиболы, пироксены.
Средний состав мантии — ультраосновный. Основные минералы мантии: оливин (Mg,Fe)2SiO4, ромбический пироксен, моноклинный пироксен, гранат.